# Corynoneura heterocera
Corynoneura heterocera är en tvåvingeart som beskrevs av Jean-Jacques Kieffer 1915. Corynoneura heterocera ingår i släktet Corynoneura och familjen fjädermyggor.
Artens utbredningsområde är Tyskland. Inga underarter finns listade i Catalogue of Life.